# Ои (Фукуи)
Ои (яп. おおい町 О:и-тё:) — посёлок в Японии, находящийся в уезде Ои префектуры Фукуи. Площадь посёлка составляет 212,21 км², население — 8338 человек (1 июля 2014), плотность населения — 39,29 чел./км².

## Географическое положение
Посёлок расположен на острове Хонсю в префектуре Фукуи региона Тюбу. С ним граничат города Обама, Такасима, Нантан, Аябе и посёлок Такахама.

## Население
Население посёлка составляет 8338 человек (1 июля 2014), а плотность — 39,29 чел./км². Изменение численности населения с 1980 по 2005 годы:
| 1980 | 9156 чел.   |  |
| 1985 | 9791 чел.   |  |
| 1990 | 10 598 чел. |  |
| 1995 | 10 251 чел. |  |
| 2000 | 9983 чел.   |  |
| 2005 | 9217 чел.   |  |

## Символика
Деревом посёлка считается восковница красная, цветком — цветок сакуры.